# Charles Meunier
Charles Meunier (Gilly, 18 de juny de 1903 - Montignies-sur-Sambre, 18 de juny de 1971) va ser un ciclista belga que fou professional entre 1926 i 1933. Durant la seva carrera esportiva aconseguí dues victòries, una d'elles la París-Roubaix de 1929. Una lesió al genoll l'obligà a retirar-se el 1933.

## Palmarès
- 1926
  - 1r a l'Anvers-Menen
- 1929
  - 1r a la París-Roubaix

### Resultats al Tour de França
- 1928. Abandona (5a etapa)